# 金澤翔太
金澤 翔太（かなざわ しょうた、1991年7月23日 - ）は、神奈川県出身の元子役。あだ名はざわきん。

## 人物
- 星座：かに座
- 血液型：A型
- 趣味：旅行、ドライブ、音楽鑑賞、映画
- 特技：弓道、水泳
- 長所：明るく活動的、時にのんびり
- 短所：そそっかしい
- 好きなスポーツ：バドミントン、卓球、競馬
- 好きな動物：うさぎ
- 好きな色：青
- 好きな季節：春、夏

## テレビ
- 「学校III」鶴島緋沙子物語（再現）（1998年）
- 家族になろうよ!（1999年） - 谷村裕太 役
- 大好き!五つ子（1999年 - 2004年） - 桜井剛 役
- 氷の世界（1999年）
- はみだし刑事情熱系IV（第10話）（1999年）
- 土曜ワイド劇場 ぽっかや（温泉医）事件カルテ3〜鹿児島編〜（2002年）
- 王様のブランチ 大好き!五つ子と行く一足早く秋を探す旅in日光霧降高原（2002年）
- はぐれ刑事純情派